# Billy Curtis
Billy Curtis, eigentlich Luigi Curto, (* 27. Juni 1909 in Springfield, Massachusetts; † 9. November 1988 in Dayton, Nevada) war ein kleinwüchsiger US-amerikanischer Schauspieler und Stuntman.

## Leben
In seiner Jugend arbeitete Billy Curtis in einem Schuhladen. Er war nur 1,27 Meter groß. Entdeckt wurde er von der Schauspielerin Shirley Booth, die ihn überredete, eine Rolle in einem Theaterstück zu übernehmen. So konnte er sich als professioneller Schauspieler etablieren. Er trat in den 1930er-Jahren unter anderem am Broadway auf, ehe er sein Filmdebüt mit einer Hauptrolle als Held im Western The Terror of Tiny Town. Der Film wurde ausschließlich mit kleinwüchsigen Darstellern gedreht, neben Curtis traten unter anderem Charlie Becker und Karl Slover auf. Mit diesen spielte er auch im Fantasyfilm Der Zauberer von Oz (1939) zusammen, wo er mit 123 anderen kleinwüchsigen Darstellern die Munchkins verkörperte. Curtis spielte dabei den wichtigtuerischen Berater des Bürgermeisters.
In den folgenden Jahrzehnten trat Curtis in über 110 Film- und Fernsehsendungen auf, er spielte beispielsweise einen faschistischen Zirkuszwerg in Alfred Hitchcocks Thriller Saboteure (1942) und übernahm eine kleine Rolle im Science-Fiction-Epos Planet der Affen (1968). Neben seiner Filmarbeit trat er auch in Fernsehserien wie Rauchende Colts, Bonanza und 77 Sunset Strip auf. Am Film Das Ding aus einer anderen Welt (1951) wirkte Billy Curtis als Stuntman mit. Für den Konzern McDonald’s verkörperte er die Werbefigur des Mayor McCheese, die nach seinem Tod eingestellt wurde. Billy Curtis arbeitete bis kurz vor seinem Tod als Schauspieler.
Billy Curtis war mit der Schauspielerin Joan Curtis verheiratet. Die beiden hatten zwei Kinder, Tom und Judy, sowie fünf Enkelkinder. Er verstarb im Alter von 79 Jahren an einem Herzinfarkt.

## Filmografie (Auswahl)
- 1939: Das zauberhafte Land (The Wizard of Oz)
- 1941: Hier ist John Doe (Meet John Doe)
- 1941: In der Hölle ist der Teufel los! (Hellzapoppin')
- 1942: Saboteure (Saboteur)
- 1942: Die Königin vom Broadway (My Gal Sal)
- 1943: Das Geständnis einer Frau (The Hard Way)
- 1945: Incendiary Blonde
- 1947: Zwei trübe Tassen – vom Militär entlassen (Buck Privates Come Home)
- 1948: Lassies Heimat (Hills of Home)
- 1950: Buschteufel im Dschungel (Pygmy Island)
- 1951: Das Ding aus einer anderen Welt (The Thing from Another World) (Stuntman)
- 1951: Drei Frauen erobern New York (Two Tickets to Broadway)
- 1951: Superman and the Mole-Men
- 1952: Rampenlicht (Limelight)
- 1954: Der Würger von Coney Island (Gorilla at Large)
- 1954: Prinzessin von Nil (Princess of the Nile)
- 1954: Im Zirkus der drei Manegen (3 Ring Circus)
- 1955: Herrscher des Dschungels (Jungle Moon Men)
- 1955: Der Hofnarr (The Court Jester)
- 1956: Lockende Versuchung (Friendly Persuasion)
- 1957: Die unglaubliche Geschichte des Mister C. (The Incredible Shrinking Man)
- 1957: Der Mann mit den 1000 Gesichtern (Man of a Thousand Faces)
- 1958: König der Spaßmacher (Merry Andrew)
- 1958: The Adventures of Superpup
- 1960: Weltraumschiff MR-1 gibt keine Antwort (The Angry Red Planet)
- 1964: Sieben gegen Chicago (Robin and the 7 Hoods)
- 1965: Das Testament des Magiers (Two on a Guillotine)
- 1965: Die Welt der Jean Harlow (Harlow)
- 1968: Planet der Affen (Planet of the Apes)
- 1973: Ein Fremder ohne Namen (High Plains Drifter)
- 1973: Little Cigars
- 1982: Eating Raoul (Eating Raoul)
- 1984: Rettet den Weihnachtsmann (The Night They Saved Christmas)
- 1984: Engel auf Abwegen (It Came Upon the Midnight Clear)
- 1985: Männer für jeden Job (Head Office)